# 鈴木松治
鈴木 松治（すずき まつじ、1920年3月7日 - 2005年3月15日）は、日本のマタギ。熊の眉間を一撃で射貫く姿から、「頭撃ちの松」の異名を持つ。
マタギ発祥の地とされる秋田県北秋田郡阿仁町（現・北秋田市）でシカリ（マタギの頭領）を務め、「最後のマタギ」とも呼ばれた。
引退後は「阿仁マタギの里熊牧場」の最初の場長に就任。
「ブナ林と狩人の会：マタギサミット」（幹事：田口洋美）の世話役を務めるなど、かつての狩猟文化を継承する語り部としても活動していた。
「頭撃ちの松」との異名を持つほどの名人であり、マタギの世界においては第一人者だった。
クマ狩りで山を歩く時は、1日30km～40kmは当たり前のように歩いた。
秋田県のマタギの民俗調査において、マタギの生活を証言している。
家族も証言している。
鈴木は一般の知名度は無かったが、2006年9月28日に放送された「とんねるずのみなさんのおかげでした」の特番内のコーナー、「博士と助手〜細かすぎて伝わらないモノマネ選手権〜」でお笑いタレントのくじらが物真似を披露したことでその名前は県外にも知られるようになった。